# Obnam
Obnam (акронім від англ. OBligatory NAMe — обов'язкове ім'я) — система для організації резервного копіювання даних, що відрізняється підтримкою дедуплікації в репозиторії резервних копій.  Код програми написаний на мові Python і поширюється в рамках ліцензії GPLv3+.  Готові пакунки сформовані для Ubuntu ( PPA ), Gentoo і Debian.
Пропонований в Obnam підхід до резервного копіювання ґрунтується на досягненні трьох цілей:
- забезпечення високої ефективності зберігання,
- простоти використання,
- безпеки.

Ефективність зберігання досягається завдяки розміщенню резервних копій в спеціальному сховищі, дані в якому зберігаються в оптимальному представленні з використанням дедуплікації. В одному репозиторії можуть зберігатися бекапи різних клієнтів і серверів.  При цьому об'єднання дублікатів здійснюється для всіх збережених бекапів, незалежно від їхнього типу, часу створення і джерела резервної копії.  Якщо на групі серверів використовується однакова операційна система, то в репозиторії буде збережена лише одна копія повторюваних файлів, що дозволяє істотно заощадити дисковий простір при організації резервного копіювання великого числа типових систем, наприклад, віртуальних оточень.  Репозиторій для зберігання резервних копій може бути розміщений як на локальному диску, так і на зовнішніх серверах (для створення сервера для зберігання резервних копій не потрібна установка додаткових програм, досить доступу по SFTP);
Для спрощення роботи з бекапом, доступ до резервних копій організований у формі снапшотів, що дає можливість отримання повного зрізу всіх даних резервної копії в стані на момент вчинення будь-який з проведених ітерацій резервного копіювання.  Повна резервна копія буде створена тільки при першому запуску Obnam, при повторних запусках будуть зберігатися тільки інкрементальні зміни, виявлені з моменту минулого запуску.  Таким чином, при необхідності відновлення даних можна відразу отримати цілісний вміст файлової системи на момент створення будь-якої інкрементальної копії (без необхідності попереднього відновлення первинної копії з подальшим послідовним розкриттям інкрементальних копій).
Obnam підтримує два режими організації процесу резервного копіювання — push (виштовхування) і pull (витягання). У режимі push програма obnam встановлюється на стороні клієнта і збереження резервних копій ініціюється клієнтом (бекапи копіюються клієнтом на сервер зберігання резервних копій).  У режимі pull програма obnam встановлюється на сервер для зберігання резервних копій і процес копіювання даних ініціюється сервером (сервер забирає дані з машин клієнтів через SFTP).  Для забезпечення високої безпеки надається перевага режиму push, бо для створення повної резервної копії в режимі pull потрібно відкриття віддаленого доступу до файлової системи клієнта з правами root (у разі злому сервера резервного копіювання, скомпрометованими автоматично опиняться всі клієнти).  Для додаткового захисту резервних копій передбачена можливість їхнього шифрування з використанням GnuPG (у разі злому сховища, зловмисник не зможе переглянути вміст резервних копій без закритого ключа).